# Богдашівська сільська рада
Богда́шівська сільська́ ра́да — колишній орган місцевого самоврядування у Здолбунівському районі Рівненської області. Адміністративний центр — село Богдашів.

## Загальні відомості
- Богдашівська сільська рада утворена в 1944 році.
- Територія ради: 26,933 км²
- Населення ради: 2 899 осіб (станом на 2001 рік)
- Територією ради протікає річка Устя-Спасівська.

## Населені пункти
Сільській раді були підпорядковані населені пункти:
- с. Богдашів
- с. Ільпінь
- с. Кошатів
- с. Орестів

## Склад ради
Рада складалася з 20 депутатів та голови.
- Голова ради: Кушнірук Дмитро Володимирович
- Секретар ради: Хабатюк Ірина Степанівна

### Керівний склад попередніх скликань
| Прізвище, ім'я, по батькові   | Основні відомості                                                 | Дата обрання | Дата звільнення |
| ----------------------------- | ----------------------------------------------------------------- | ------------ | --------------- |
| Кушнірук Дмитро Володимирович | Сільський голова, 1954 року народження, освіта вища, безпартійний | 26.03.2006   | 31.10.2010      |
| Кушнірук Дмитро Володимирович | Сільський голова, 1954 року народження, освіта вища               | 31.10.2010   |                 |

Примітка: таблиця складена за даними сайту Верховної Ради України

## Населення
Згідно з переписом УРСР 1989 року чисельність наявного населення сільської ради становила 2321 особа, з яких 1106 чоловіків та 1215 жінок.
За переписом населення України 2001 року в сільській раді мешкали 2823 особи.

### Мова
Розподіл населення за рідною мовою за даними перепису 2001 року:
| Мова       | Відсоток |
| ---------- | -------- |
| українська | 99,10 %  |
| російська  | 0,69 %   |
| білоруська | 0,14 %   |